# Robsonius
Robsonius (Collar,  2006) è un genere di uccelli passeriformi appartenenti alla famiglia Locustellidae, endemico delle isole Filippine.
Il nome del genere è stato scelto in onore dell'ornitologo britannico Craig R. Robson.

## Tassonomia
Il genere Robsonius comprende tre specie:
- Robsonius rabori (Rand, 1960)
- Robsonius thompsoni (Hosner et al., 2013)
- Robsonius sorsogonensis (Rand & Rabor, 1967)